# Marisa Prado
Olga Costenaro, més coneguda com a Marisa Prado (Araçatuba, 26 de desembre de 1930 — el Caire, 12 de febrer de 1982) fou una actriu brasilera.

## Biografia
De petita es va traslladar amb la seva família cap a São Bernardo do Campo i comença a treballar en la Companhia Cinematográfica Vera Cruz així que s'instal·la a la ciutat. Inicialment hi treballa com a muntadora de pel·lícules, però el seu físic crida l'atenció del director Abílio Pereira de Almeida, que li fa una prova i decideix la seva participació en la pel·lícula "Tico-tico no fubá", amb el paper de "Durvalina", en el que va ser la seva estrena en cinema al costat d'Anselmo Duarte i Tônia Carrero.
Ràpidament esdevé una de les principals actrius de la companyia i destaca a les pel·lícules "Terra é sempre terra", "O cangaceiro" i "Candinho". El 1951 va rebre el Premi Sôci.
Es va casar amb el cineasta i productor Fernando de Barros, amb l'ambaixador cubà a París al final de la dècada de 1950 i amb el milionari libanès Charles Gabriel de Chedid.
Va viure i rodar pel·lícules a Espanya i a França. El 1956 va rebre una de les Medalles del Cercle d'Escriptors Cinematogràfics d'Espanya com a millor actriu estrangera en pel·lícula espanyola per la seva participació a Orgullo. Va morir a Egipte, en circumstàncies que no foren prou aclarides, el febrer de 1982. Segons el seu marit travessava una forta depressió.

## Filmografia
| Any  | Títol                           | Personatge  |
| ---- | ------------------------------- | ----------- |
| 1963 | No temas a la ley               | Flora       |
| 1963 | Plaza de oriente                | María Luisa |
| 1963 | Aquí está tu enamorado          |             |
| 1962 | Los secretos del sexo débil     |             |
| 1961 | ¡Que padre tan padre!           |             |
| 1961 | As Pupilas do Senhor Reitor     | Margarida   |
| 1960 | Mundo, demonio y carne          |             |
| 1960 | Una chica de Chicago            |             |
| 1960 | Nada menos que un arkángel      |             |
| 1960 | El traje de oro                 |             |
| 1959 | María de la O                   |             |
| 1959 | La rebelión de los adolescentes |             |
| 1959 | Vida sin risas                  |             |
| 1956 | Tarde de toros                  | Isabel      |
| 1955 | Orgullo                         | Laura       |
| 1954 | Candinho                        | Filoca      |
| 1953 | O Cangaceiro                    | Olívia      |
| 1952 | Tico-Tico no Fubá               | Durvalina   |
| 1951 | Terra É sempre Terra            | Lina        |